# Gaudentius van Brescia (heilige)
Gaudentius van Brescia († 410) was bisschop van Brescia en opvolger van zijn leermeester Filastrius van Brescia. Tijdens het overlijden van Filastrius bevond Gaudentius zich ver van huis op bedevaart (waarschijnlijk op weg naar Jeruzalem). Hij werd tot het aannemen van de benoeming tot bisschop van het diocees Brescia aangespoord door Ambrosius van Milaan. Gaudentius trad als bisschop aan in of rond 387 (zie ook Lijst van bisschoppen van Brescia). In opdracht van keizer Honorius en paus Innocentius I maakte Gaudentius met twee andere bisschoppen een reis naar Constantinopel, waar hij rond 405 aankwam. Hij zette zich daar in voor de opheffing van de verbanning van Johannes Chrysostomos, die hij eerder op zijn bedevaart in Antiochië had leren kennen. De Oost-Romeinse keizer Arcadius wees deze bemoeienis van de hand. Kennis van de maandenlange reis blijkt uit brieven van Johannes Chrysostomos en bisschop-geschiedschrijver Palladius van Helenopolis. 
Van Gaudentius is een aantal homilieën bewaard gebleven. Gaudentius wordt vereerd als heilige. Zijn gedachtenis is steeds op 25 oktober. 
- Biblioteca Nacional de España: XX5820998
- Bibliothèque nationale de France: cb12300382z (data)
- Gemeinsame Normdatei: 100139736
- International Standard Name Identifier: 0000 0001 0803 9223
- Library of Congress Control Number: nr98008106
- Nationale Bibliotheek van Israël: 987009349375005171
- Nederlandse Thesaurus van Auteursnamen: 073602116
- Réseau des bibliothèques de Suisse occidentale: 02-A000069963
- Istituto Centrale per il Catalogo Unico: MILV035330
- Système universitaire de documentation: 03186919X
- Virtual International Authority File: 100286172
- WorldCat: E39PCjqwg9QPTVpD9htfH7P683